# Garibaldi Alves
Garibaldi Alves (Angicos, 27 de maio de 1923 ― Natal, 7 de abril de 2022) foi um pecuarista e político brasileiro, filiado ao Movimento Democrático Brasileiro (MDB). Foi o 23.º vice-governador do Rio Grande do Norte entre 1987 a 1991, além de deputado estadual e senador pelo mesmo estado.

## Biografia

### Família e início na vida pública
Filho de Manuel Alves Filho e Maria Fernandes Alves, irmão dos também políticos Aluízio Alves e Agnelo Alves. Casou-se com Vanice Chaves Alves com quem teve quatro filhos: o ex-ministro da Previdência Social do governo Dilma Rousseff, ex-governador e ex-senador Garibaldi Alves Filho, do conselheiro do TCE-RN Paulo Roberto Alves, de Maria Auxiliadora Alves e de Maria das Graças Alves. Garibaldi foi eleito deputado estadual do Rio Grande do Norte por três vezes consecutivas (1958, 1962 e 1966). Em 1969, o seu mandato e direitos políticos vêm a ser cassados por dez anos através do AI-5.

### No governo estadual
Garibaldi foi eleito em 1986 o vice-governador do Rio Grande do Norte para o período 1987-1991, na gestão Geraldo Melo.

### No Congresso Nacional
Como primeiro suplente da ex-senadora Rosalba Ciarlini, que renunciou para tornar-se governadora do Rio Grande do Norte, assumiu o mandato em 8 de dezembro de 2011.

#### Licença temporária
Ao licenciar-se para tratar problemas de saúde, a segunda suplente Ivonete Dantas substituiu-o.

### Morte
Garibaldi faleceu de causas naturais em 7 de abril de 2022, aos 98 anos.